# جدجد شراعي
جدجد شراعي (الاسم العلمي: Gryllus veletis) هو نوع من الحشرات يتبع جنس الجدجد من فصيلة الجداجد الحقيقية.